# Боксерська рада Співдружності
Боксерська рада Співдружності (англ. Commonwealth Boxing Council, скор. CBC) - є міжнародним керівним органом професійного боксу на територіях в межах Співдружності і є афілійованим членом Світової боксерської ради.

## Історія
Боксерська рада Співдружності вперше розпочала роботу у 1954 році як Комітет Чемпіонату Імперії і Співдружності, заснований Британською комісією з питань боксу (BBBofC) для офіційного нагородження переможців титулом Співдружності. До створення Комітету боксери з різних регіонів Британської імперії боролися за "титул Імперії", першим володарем якого став чемпіон Великої Британії у напівлегкій вазі Джим Дрісколл ще у 1908 році після перемоги над австралійцем Чарлі Гріффіном. У 1972 році Комітет Чемпіонату Імперії і Співдружності був реорганізований в Комітет Чемпіонату Співдружності. У 1997 році організація була виокремлена зі складу Британської комісії з питань боксу і переіменована у Боксерську раду Співдружності.
У 2018 році перша жіноча версія титулу Співдружності була присуджена боксерці Аніша Башил з Малаві.

## Члени організації
До складу Боксерської ради Співдружності входять національні організації з питань боксу наступних країн:
| - - Гана - Кенія - Намібія - Нігерія - ПАР - Уганда - Танзанія - Замбія - Індія | - - Австралія - Нова Зеландія - Багами - Барбадос - Гаяна - Ямайка - Тринідад і Тобаго - Канада - Велика Британія |